# Église de Velkua
L'église de Velkua (finnois : Velkuan kirkko) ou 'église Saint-Henri  (finnois : Pyhän Henrikin kirkko) est une église construite à sur l'ile de Palva à Velkua dans la municipalité de Naantali en Finlande.

## Présentation
L'église est dédiée à saint Henri. 
Le clocher du cimetière a aussi été construit en 1793. 
L'église est entourée d'un ancien cimetière et près d'elle se trouve le bâtiment principal du presbytère de la fin du XIXe siècle. 
Le retable de l'église représente l'ascension et a été donné par l'évêque Jakob Gadolin en 1796.
La direction des musées de Finlande a classé l'église de Velkua et son environnement parmi les sites culturels construits d'intérêt national..